# Castelfranc
Castelfranc is een gemeente in het Franse departement Lot (regio Occitanie) en telt 413 inwoners (1999). De plaats maakt deel uit van het arrondissement Cahors.

## Geografie
De oppervlakte van Castelfranc bedraagt 5,7 km², de bevolkingsdichtheid is 72,5 inwoners per km².
De onderstaande kaart toont de ligging van Castelfranc met de belangrijkste infrastructuur en aangrenzende gemeenten.

## Demografie
Onderstaande figuur toont het verloop van het inwonertal (bron: INSEE-tellingen).

## Bezienswaardigheden
- Castelfranc is een middeleeuwse bastide waarvan het centrale plein omgeven wordt door enkele mooie oude huizen.
- De kerk aan dat plein heeft een ranke clocher-mur die uit de 14de eeuw dateert.